# Шагин, Иван Михайлович
Иван Михайлович Шагин (1904—1982) — советский фотожурналист.

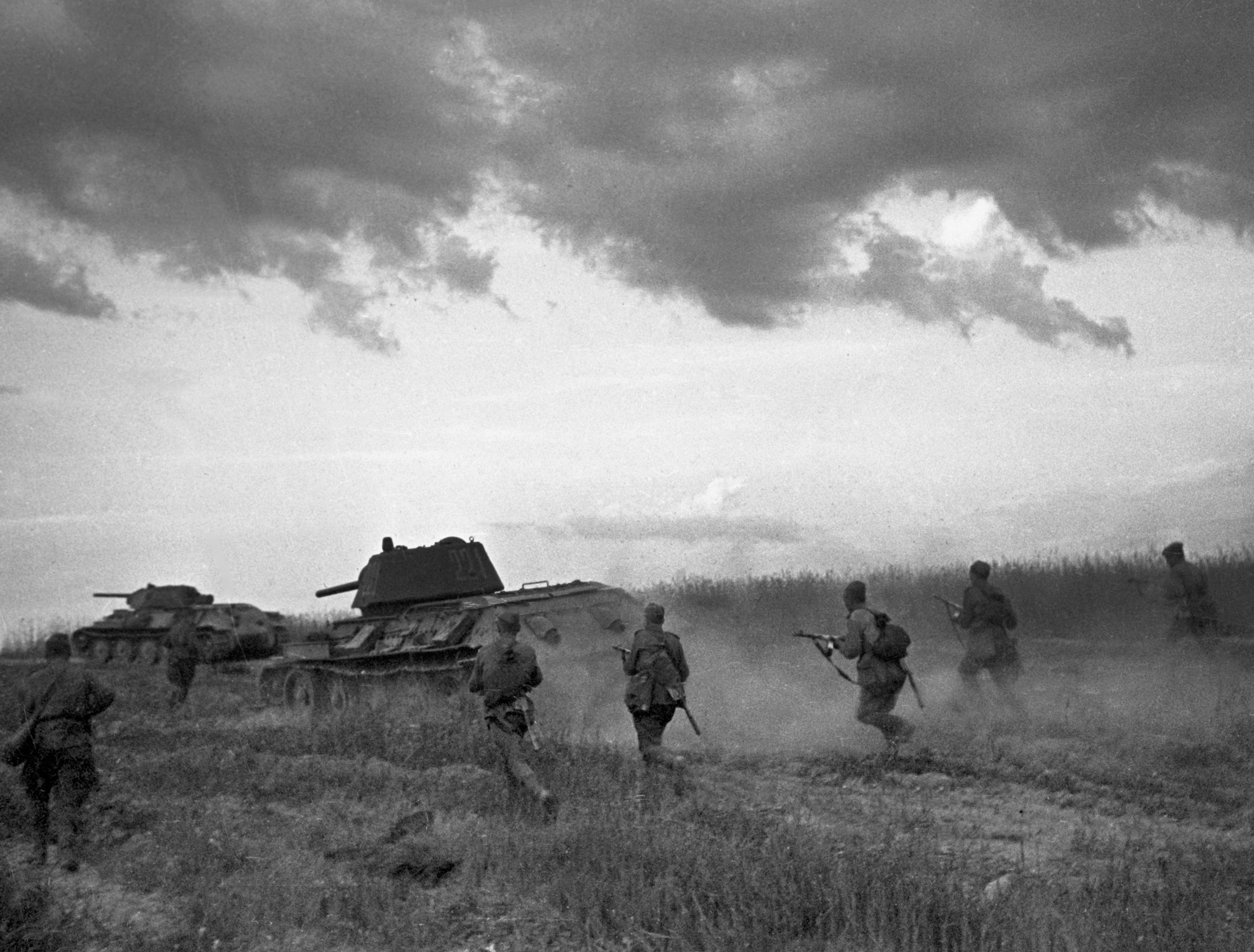
Одна из работ Шагина во время Великой Отечественной войны

## Биография
Родился в Ивановской области в 1904 году в крестьянской семье. В 1925 году начал посещать фотокружок, основанный издательством «Наша жизнь». В 1930-х годах стал фотокорреспондентом газеты «Комсомольской правды». Снимал промышленность, сельское хозяйство, спорт, повседневную жизнь, советскую молодежь, Красную Армию. В 1935 году работы Шагина выставляются на выставке «Мастера советского фотоискусства». Работы Шагина, представленные на выставке, были по достоинству оценены прессой и зрителями.
Во время Великой Отечественной войны Шагин работал военным фотокорреспондентом, снимая от первого до последнего дня — от объявления о нападении Германии на Советский Союз и работы в тылу до подписания капитуляции в Берлине в мае 1945 года.
После окончания войны продолжил работать в «Комсомольской правде». Его работы печатались в журналах «Огонёк» и «Смена». В 1950—1960-е годы являлся одним из ведущих специалистов в стране по цветной съемке. Снимки Ивана Шагина, одними из первых появились на художественных почтовых открытках с цветной фотопечатью.

## Книги
Как автор
- «Иван Шагин», Монография. Издательство «Планета», Москва, 1975 г.
- Альбом Ивана Шагина из серии «Фотографическое наследие». Издательство «Арт-Родник», 2007

с участием Ивана Шагина
- «Антология Советской фотографии, 1917—1940» Издательство Планета, Москва 1986

## Признание
Награждён орденами и медалями СССР.